# Antiplanes bulimoides
Antiplanes bulimoides é uma espécie de gastrópode do gênero Antiplanes, pertencente a família Pseudomelatomidae.